# Gran Premio del Sudafrica 1970
Il Gran Premio del Sudafrica 1970, IV Grand Prix of South Africa di Formula 1 e prima gara del campionato di Formula 1 del 1970, si è disputato il 7 marzo sul circuito di Kyalami ed è stato vinto da Jack Brabham su Brabham-Ford Cosworth, ultima vittoria in carriera per il pilota australiano.

## Qualifiche
| Pos | No | Pilota               | Costruttore    | Squadra                       | Tempo  | Gap  |
| --- | -- | -------------------- | -------------- | ----------------------------- | ------ | ---- |
| 1   | 1  | Jackie Stewart       | March-Ford     | Tyrrell Racing Organisation   | 1:19.3 |      |
| 2   | 15 | Chris Amon           | March-Ford     | March Engineering             | 1:19.3 | -    |
| 3   | 12 | Jack Brabham         | Brabham-Ford   | Motor Racing Developments Ltd | 1:19.6 | +0.3 |
| 4   | 9  | Jochen Rindt         | Lotus-Ford     | Gold Leaf Team Lotus          | 1:19.9 | +0.6 |
| 5   | 17 | Jacky Ickx           | Ferrari        | Scuderia Ferrari SpA SEFAC    | 1:20.0 | +0.7 |
| 6   | 6  | Denny Hulme          | McLaren-Ford   | Bruce McLaren Motor Racing    | 1:20.1 | +0.8 |
| 7   | 7  | John Surtees         | McLaren-Ford   | Team Surtees                  | 1:20.2 | +0.9 |
| 8   | 3  | Jean-Pierre Beltoise | Matra          | Equipe Matra Elf              | 1:20.2 | +0.9 |
| 9   | 16 | Jo Siffert           | March-Ford     | March Engineering             | 1:20.2 | +0.9 |
| 10  | 5  | Bruce McLaren        | McLaren-Ford   | Bruce McLaren Motor Racing    | 1:20.3 | +1.0 |
| 11  | 8  | Mario Andretti       | March-Ford     | STP Corporation               | 1:20.5 | +1.2 |
| 12  | 19 | Jackie Oliver        | BRM            | Owen Racing Organisation      | 1:20.9 | +1.6 |
| 13  | 25 | Dave Charlton        | Lotus-Ford     | Scuderia Scribante            | 1:20.9 | +1.6 |
| 14  | 10 | John Miles           | Lotus-Ford     | Gold Leaf Team Lotus          | 1:21.0 | +1.7 |
| 15  | 14 | Rolf Stommelen       | Brabham-Ford   | Auto Motor Und Sport          | 1:21.2 | +1.9 |
| 16  | 20 | Pedro Rodríguez      | BRM            | Owen Racing Organisation      | 1:21.3 | +2.0 |
| 17  | 2  | Johnny Servoz-Gavin  | March-Ford     | Tyrrell Racing Organisation   | 1:21.4 | +2.1 |
| 18  | 4  | Henri Pescarolo      | Matra          | Equipe Matra Elf              | 1:21.5 | +2.2 |
| 19  | 11 | Graham Hill          | Lotus-Ford     | Rob Walker Racing Team        | 1:21.6 | +2.3 |
| 20  | 22 | Piers Courage        | De Tomaso-Ford | Frank Williams Racing Cars    | 1:22.0 | +2.7 |
| 21  | 24 | Peter de Klerk       | Brabham-Ford   | Team Gunston                  | 1:22.7 | +3.4 |
| 22  | 23 | John Love            | Lotus-Ford     | Team Gunston                  | 1:23.1 | +3.8 |
| 23  | 21 | George Eaton         | BRM            | Owen Racing Organisation      | 1:24.6 | +5.3 |

## Gara
| Pos | No | Pilota               | Costruttore    | Giri | Tempo/Ritiro     | Griglia | Punti |
| --- | -- | -------------------- | -------------- | ---- | ---------------- | ------- | ----- |
| 1   | 12 | Jack Brabham         | Brabham-Ford   | 80   | 1:49:35.4        | 3       | 9     |
| 2   | 6  | Denny Hulme          | McLaren-Ford   | 80   | + 8.1            | 6       | 6     |
| 3   | 1  | Jackie Stewart       | March-Ford     | 80   | + 17.1           | 1       | 4     |
| 4   | 3  | Jean-Pierre Beltoise | Matra          | 80   | + 1:13.1         | 8       | 3     |
| 5   | 10 | John Miles           | Lotus-Ford     | 79   | + 1 Giro         | 14      | 2     |
| 6   | 11 | Graham Hill          | Lotus-Ford     | 79   | + 1 Giro         | 19      | 1     |
| 7   | 4  | Henri Pescarolo      | Matra          | 78   | + 2 Giri         | 18      |       |
| 8   | 23 | John Love            | Lotus-Ford     | 78   | + 2 Giri         | 22      |       |
| 9   | 20 | Pedro Rodríguez      | BRM            | 76   | + 4 Giri         | 16      |       |
| 10  | 16 | Jo Siffert           | March-Ford     | 75   | + 5 Giri         | 9       |       |
| 11  | 24 | Peter de Klerk       | Brabham-Ford   | 75   | + 5 Giri         | 21      |       |
| 12  | 25 | Dave Charlton        | Lotus-Ford     | 73   | Motore           | 13      |       |
| 13  | 9  | Jochen Rindt         | Lotus-Ford     | 72   | Motore           | 4       |       |
| Rit | 17 | Jacky Ickx           | Ferrari        | 60   | Motore           | 5       |       |
| Rit | 7  | John Surtees         | McLaren-Ford   | 60   | Motore           | 7       |       |
| Rit | 21 | George Eaton         | BRM            | 58   | Motore           | 23      |       |
| Rit | 2  | Johnny Servoz-Gavin  | March-Ford     | 57   | Motore           | 17      |       |
| Rit | 5  | Bruce McLaren        | McLaren-Ford   | 39   | Motore           | 10      |       |
| Rit | 22 | Piers Courage        | De Tomaso-Ford | 39   | Incidente        | 20      |       |
| Rit | 8  | Mario Andretti       | March-Ford     | 26   | Surriscaldamento | 11      |       |
| Rit | 14 | Rolf Stommelen       | Brabham-Ford   | 23   | Motore           | 15      |       |
| Rit | 19 | Jackie Oliver        | BRM            | 22   | Cambio           | 12      |       |
| Rit | 15 | Chris Amon           | March-Ford     | 14   | Surriscaldamento | 2       |       |

## Statistiche

### Piloti
- 14ª e ultima vittoria per Jack Brabham
- 20° podio per Jackie Stewart
- 11º e ultimo giro più veloce per John Surtees
- 50º Gran Premio per Denny Hulme
- 1º Gran Premio per Rolf Stommelen
- Ultimo Gran Premio per Peter de Klerk

### Costruttori
- 13° vittoria per la Brabham
- 1º Gran Premio, 1° pole position, 1° podio per la March
- 1º giro più veloce per la McLaren

### Motori
- 27° vittoria per il motore Ford Cosworth
- 60° podio per il motore Ford Cosworth

### Giri al comando
- Jackie Stewart (1-19)
- Jack Brabham (20-80)

## Classifiche

### Piloti
| Pos. | Pilota               | Punti |
| ---- | -------------------- | ----- |
| 1    | Jack Brabham         | 9     |
| 2    | Denny Hulme          | 6     |
| 3    | Jackie Stewart       | 4     |
| 4    | Jean-Pierre Beltoise | 3     |
| 5    | John Miles           | 2     |
| 6    | Graham Hill          | 1     |

### Costruttori
| Pos. | Team         | Punti |
| ---- | ------------ | ----- |
| 1    | Brabham-Ford | 9     |
| 2    | McLaren-Ford | 6     |
| 3    | March-Ford   | 4     |
| 4    | Matra        | 3     |
| 5    | Lotus-Ford   | 2     |